# Coolins
Coolins, (Zagreb , 23. srpnja 1993.) rođen je kao Karlo Bartolec. Poznat  pod umjetničkim imenom Coolins. Hrvatski je pop-pjevač, tekstopisac i skladatelj koji na hrvatskoj glazbenoj pop sceni djeluje od 2016. godine. Dio svojega života odrastao je u Karlovcu gdje je završio osnovnu glazbenu školu, odjel solo pjevanja. Danas živi i radi u Zagrebu.

## Karijera i život
Coolins je rođen kao Karlo Bartolec (23. srpnja 1993. u Zagrebu. Poznat pod umjetničkim imenom Coolins , hrvatski je pop pjevač, tekstopisac i skladatelj, koji na hrvatskoj glazbenoj sceni djeluje od 2016.godine.   
Odrastao je na zagrebačkom Jarunu, gdje je proveo dio svojega života. Godine 1998. sa svojom obitelji seli se u Karlovac gdje nastavlja svoje školovanje. 
Sa 7 godina (1999.) upisuje osnovnu glazbenu školu, odjel solo pjevanja. Pohađao je Osnovnu školu Braće Seljan u Karlovcu. Nakon završetka osnovne škole, 2008. godine upisuje Trgovačko-Ugostiteljsku školu u Karlovcu, zanimanje prodavač.  
Godine 2010. osniva svoj prvi demo autorski bend naziva "Effect" te nastupa po manjim glazbenim festivalima. Bend je organizirao humanitarni koncert "Štedim i darujem" za izgradnju dječjeg vrtića na Turnju.
Godine 2016. započinje njegov profesionalni glazbeni rad. 
Godine 2017. na glazbenom festivalu zabavne glazbe u Križevcima, osvaja drugo mjesto stručnog žirija i nagradu za najbolji scenski nastup sa pjesmom Odavno zauvijek čiji je autor glazbe i teksta Goran Topolovac.
Svoj prvi singl Nenadani susret predstavlja publici 2016. godine, koji se počeo emitirati na brojnim hrvatskim radio postajama kao i gostovanjima na regionalnim televizijskim kućama. Godine 2017. u Križevcima predstavlja se s pjesmom Odavno zauvijek za koju dobiva dvije nagrade; 2. mjesto stručnog žirija te nagradu za najbolji scenski nastup.
Dvije godine kasnije, 2019. izlazi singl Zauvijek, ljubavna pop balada, čiji tekst i glazbu potpisuje Ivan Zlodi.
Godine 2020. izlazi singl Otok ljubavi kojeg je sam skladao u suradnji s kolegom Markom Straživukom, dok je za aranžman i produkciju zaslužan Matej Baltić. Glazbu potpisuje njegov brat Luka Bartolec. Glazbeni je spot sniman na lokacijama Pirovca. 
Nekoliko godina kasnije izlazi funk pjesma pod nazivom Budi svoj, koju je skladao Coolinsov glazbeni kolega Igor Drvenkar.
Godine 2022. održava prvi akustični koncert na Zagrebačkom Velesajmu u pratnji gitariste Petra Marića. Coolins je tada između ostaloga izveo i njegove autorske pjesme "Zauvijek" i "Nenadani susret".
Godine 2023. započinje suradnju s glazbenim timom iz Imotskog Antom Majićem i Antom Gudeljom, s kojima započinje suradnju na pjesmi  "Onaj dan" koji premijerno objavljuje 10. ožujka 2023. Potpisuje ugovor sa Spona nakladništvom, te postaje dio glazbene obitelji Spone.
Godine 2023 objavljuje svoje drugo diskografsko izdanje pod nazivom "Samo ti" u suradnji sa hrvatskim pop pjevačem Petrom Brkljačićem koji potpisuje tekst, glazbu, aranžman i produkciju.
Godine 2024 potpisuje ugovor sa diskografskom kućom Croatia Records te izdaje novi singl pod nazivom "Pusti me" 

## Objavljeni singlovi
- 2016. Nenadani susret
- 2017. Odavno zauvijek
- 2019. Zauvijek
- 2020. Otok ljubavi
- 2021. Budi svoj
- 2023. Onaj dan
- 2023 Samo ti
- 2024 Pusti me
- 2025 Prolazno je sve

## Nagrade i priznanja
- Osvojeno 2. mjesto stručnog žirija na glazbenom festivalu "Zlatne note Križevci" 2017. godine.[10]
- Nagrada za najbolji scenski nastup na glazbenom festivalu "Zlatne note Križevci" 2017. godine.

## Vanjske poveznice
- Instagram
- YouTube kanal